# صالحی (خنداب)
صالحی، روستایی از توابع بخش قره‌چای شهرستان خنداب در استان مرکزی ایران است.

## جمعیت
این روستا در دهستان سنگ سفید قرار دارد و براساس سرشماری مرکز آمار ایران در سال ۱۳۹۵، جمعیت آن ۱۳۲ نفر (۴۵خانوار) بوده‌است.